# Ligue de diamant 2010 - 200 m féminin
Navigation
2011
Le 200 mètres féminin de la Ligue de Diamant 2010 s'est déroulé du 14 mai au 27 août 2010. La compétition a fait successivement étape à Doha, Oslo, New York, Paris, Stockholm et Londres, la finale se déroulant à Bruxelles. L'épreuve est remportée par l'Américaine Allyson Felix, vainqueur également du 400 mètres.

## Calendrier
| Date            | Meeting                         | Ville     | Pays        |
| --------------- | ------------------------------- | --------- | ----------- |
| 14 mai 2010     | Qatar Athletic Super Grand Prix | Doha      | Qatar       |
| 4 juin 2010     | Bislett Games                   | Oslo      | Norvège     |
| 12 juin 2010    | Meeting de New York             | New York  | États-Unis  |
| 16 juillet 2010 | Meeting Areva                   | Paris     | France      |
| 6 août 2010     | DN Galan                        | Stockholm | Suède       |
| 13 août 2010    | Aviva London Grand Prix         | Londres   | Royaume-Uni |
| 27 août 2010    | Mémorial Van Damme              | Bruxelles | Belgique    |

## Faits marquants
La Jamaïcaine Kerron Stewart s'impose à Doha lors du premier meeting de la saison devant sa compatriote Sherone Simpson. Quinze jours plus tard à Oslo, pour son entrée dans la compétition sur 200 m, l'Américaine Carmelita Jeter termine deuxième en 22 s 54 mais est finalement désignée vainqueur de la course après la disqualification par le jury d'appel de sa compatriote LaShauntea Moore, coupable d'avoir empiété sur son couloir.

## Résultats
| Date | Meeting   | 1er                                  | 1er   | 2e                       | 2e    | 3e                           | 3e    |
| --- | --------- | ------------------------------------ | ----- | ------------------------ | ----- | ---------------------------- | ----- |
| 14 mai 2010 | Doha      | Kerron Stewart 22 s 34               | 4 pts | Sherone Simpson 22 s 64  | 2 pts | Cydonie Mothersill 22 s 66   | 1 pt  |
| 4 juin 2010 | Oslo      | Carmelita Jeter 22 s 54              | 4 pts | Debbie Ferguson 22 s 89  | 2 pts | Aleksandra Fedoriva 22 s 98  | 1 pt  |
| 12 juin 2010 | New York  | Veronica Campbell-Brown 21 s 98 (WL) | 4 pts | Allyson Felix 22 s 02    | 2 pts | Bianca Knight 22 s 59        | 1 pt  |
| 16 juillet 2010 | Paris     | Allyson Felix 22 s 14                | 4 pts | Shalonda Solomon 22 s 55 | 2 pts | Debbie Ferguson 22 s 62 (SB) | 1 pt  |
| 6 août 2010 | Stockholm | Allyson Felix 22 s 41                | 4 pts | Shalonda Solomon 22 s 51 | 2 pts | Bianca Knight 22 s 59 (SB)   | 1 pt  |
| 13 août 2010 | Londres   | Allyson Felix 22 s 37                | 4 pts | Debbie Ferguson 22 s 88  | 2 pts | Sherone Simpson 23 s 04      | 1 pt  |
| 27 août 2010 | Bruxelles | Allyson Felix 22 s 61                | 8 pts | Shalonda Solomon 22 s 70 | 4 pts | Bianca Knight 23 s 01        | 2 pts |
| Records et Performances - AR : Record continental (area record) - CR : Record des championnats (championship record) - MR : Record du meeting (meet record) - NR : Record national (national record) - OR : Record olympique (olympic record) - PR : Record paralympique (paralympic record) - PB : Record personnel (personal best) - SB : Meilleure performance personnelle de la saison (season's best) - WL : Meilleure performance mondiale de l'année (world leader) - WJR : Record du monde junior (world junior record) - WR : Record du monde (world record) Circonstances et Conditions - DNF : N'a pas terminé (did not finish) - DNS : N'a pas pris le départ (did not start) - DQ : Disqualification (disqualification) - NM : Aucun essai valable enregistré (No Mark) - Q : Qualifié « directement » au prochain tour (ou à la prochaine compétition), lors d'une compétition majeure, grâce au classement ou à la réalisation des minima (automatic qualifier) - q : Qualifié au prochain tour (ou à la prochaine compétition), lors d'une compétition majeure, grâce au repêchage ou à la réalisation de l'une des meilleures performances parmi celles des « non qualifiés directement » (grâce au meilleur temps ou à la meilleure distance par exemple) (secondary qualifier) |           |                                      |       |                          |       |                              |       |

## Classement général
| Rang | Athlète             | Points |
| ---- | ------------------- | ------ |
| 1    | Allyson Felix       | 22     |
| 2    | Shalonda Solomon    | 8      |
| 3    | Bianca Knight       | 4      |
| 4    | Aleksandra Fedoriva | 1      |